# Powiat Mikata
Powiat Mikata (jap. 美方郡 Mikata-gun) – powiat w Japonii, w prefekturze Hyōgo. W 2024 roku liczył 27 205 mieszkańców.

## Miejscowości
- Kami
- Shin’onsen